# Tombeek
Tombeek est un village de la province belge du Brabant flamand et fait partie de la commune d'Overijse. Il est situé à la frontière avec la province du Brabant Wallon. Tombeek appartient à l'arrondissement judiciaire de Bruxelles. La langue officielle y est le néerlandais. 
Le village de Tombeek se trouve sur la rivière Lasne et est entouré du Venusberg et du Walenberg. Il était situé à l'intersection entre la Lasne et l'ancienne route entre Bruxelles et Wavre, encore appelée  aujourd'hui chaussée de Wavre. 
La première colonie en ce lieu date de la période gallo-romaine. Le nom contient «tomme» ou «tombe», qui viendrait de Tumulus, désignant un tumulus funéraire qui s'y trouvait. Au XIIe siècle, la famille van der Deckt a construit le château Ter Deck (parfois aussi écrit Terdecq) dans le village, ce qui reste de celui-ci date du XVIe siècle. La famille Tumbeca est également originaire du village. 
L'église Saint Bernard est située au centre du village. Le sanatorium Joseph Lemaire, construit de 1936 à 1937 et qui a ouvert ses portes en 1937, se trouve également à Tombeek. C'est un sanatorium pour les patients tuberculeux, principalement des travailleurs. Le bâtiment moderniste est une conception de Maxime Brunfaut. 